# Архиепархия Кипра (маронитская)
Маронитская католическая архиепархия Кипра (лат. Archeparchy Cyprensis Maronitarum, греч. Ιερά Αρχιεπισκοπή Μαρωνιτών Κύπρου) — епархия Маронитской католической церкви, непосредственно подчинённая Святому Престолу. Архиепархия простирает свою юрисдикцию над всеми маронитами острова Кипр. Кафедра расположена в городе Никосия, кафедральным собором служит собор Богоматери Милосердной.
Архиепархия в 2015 году насчитывала 10 800 человек, что соответствовало 1,2 % от общего числа населения Республики Кипр. Её территория разделена на 12 приходов.

## История
Выходцы из Сирии, Святой Земли и Ливана маронитского вероисповедания селились в северной части Кипра с IX по XII века и разделили все перипетии, через которые проходила христианская община острова: французская (1191—1489), венецианцская (1489—1571) и османская (1571—1832) оккупации, сумев выжить и развиваться. Крупнейшие маронитские иммиграции были в 1224, 1570, 1596, 1776 и 1878 годы.
Кипрская маронитская община находится в общении с Римом, как сообщается, начиная с 1316 года, когда маронитский епископ, Хананья, который во время правления Лузиньянов вступил в должность на Кипре.
Чреда католических епископов начинается в 1357 году, когда от рук латинского епископа Никосии маронитская община со своим епископом подтверждает исповедание католической веры. Этот союз был подтверждён и подкреплён папской буллой «Benedictus sit Deus», обнародованной папой Евгением IV на Ферраро-Флорентийском соборе 7 августа 1455 года.
Маронитская община Кипра была вторым крупнейшим сообществом восточных христиан после греков. В ходе латинской оккупации острова, сначала лузиньянами, а затем венецианцами, число маронитов возросло, благодаря собственности и привилегиям, предоставленным им новыми хозяевами острова; им принадлежало 60 деревень и, по оценкам Хаккета, количество верующих составляло около 180000. В 1514 году Патриарх маронитов сообщил папе Льву X о махинациях и захватах маронитских церквей со стороны латинского епископа Никосии. Венецианцы правили Кипром с 1489 по 1571 год.
В период османской оккупации Кипра с 1571 по 1878 года ситуация для маронитской общины становится значительно хуже из-за резкого снижения количества верующих и общин. Марониты были изгнаны из своих деревень, церкви были разрушены, и епископ был вынужден покинуть свой епископский престол.
Со смертью в 1673 году епископа Луки, киприота, маронитских епископов на Кипре не было до 1878 года. Епископы Кипра посещали остров лишь эпизодически, а оставшиеся маронитские верующие окормлялись у францисканцев. В 1735 году Генеральным настоятелем ордена францисканцев на Кипр были направлены два монаха, которые построили школу для маронитской общины, которая была открыта в 1763 году Синодом маронитских епископов, потому что местопребывание епископа Кипра должно было оставаться в Ливане.
Архиепархия была канонически восстановлена в 1736 году, но только в XIX веке маронитский епископ Кипра вернулся на остров.
В 1974 году Турция вторглась на север Кипра, оккупировав северную часть его территории. Маронитская община вынуждена была покинуть свои дома и переехать на юг, где марониты до сих пор живут как беженцы в собственной стране. В городе Кормакитис (50 км от Никосии), бывшем сердце общины, все церкви и религиозные здания христиан были превращены в склады, музеи и даже мечети. В единственном оставшемся на севере населённом пункте, в котором живёт большинство христиан-маронитов, около 130 человек. Две деревни были превращены в военные базы в Турции. Существует только одна церковь Святого Георгия в Северном Кипре, где ныне служится месса.
C 4 по 6 июня 2010 года Бенедикт XVI совершил апостольский визит на Кипр. Это был первый в истории папский визит на остров.

## Современное состояние
По данным на 2015 год в епархии было 10 800 католиков, 11 священников, из которых 5 — монахи и 3 монахини. Епархия поделена на 12 приходов.
В 2017 г. начата работа по возвращению маронитов в свои деревни на Северном Кипре.

## Епископы
- Хананья (упоминается в 1316)
- Юханна (упоминается в 1357 году)
- Якоб Аль-Матрити (упоминается в 1385)
- Элиас (до 1431 — после 1445)
- Юсеф (умер 1505)
- Gebrayel Qela'î (1505—1516)
- Марун (1516 -?)
- Антоний (упоминается в 1523 году)
- Гиргис Хадти (упоминается в 1528 году)
- Элиа Хадти (упоминается в 1530 году)
- Фрэнсис (упоминается в 1531 году)
- Маркос Эль-Байтомини (упоминается в 1552 году)
- Гиргисс (упоминается в 1562 году)
- Юлиос (упоминается в 1567 году)
- Юсеф (умер в 1588)
- Юханна (1588—1596)
- Мойше Анаиси из Акуры (1598—1614)
- Гиргис Марун аль Хиднани (1614—1634)
- Элиас то Хиднани (упоминается в 1652 году)
- Саркис Аль Джамри (1662—1668 умершего)
- Эстефан эль Дуаихи (8 июля 1668 — май 1670)
- Лука из Карпасии (1671—1673)
- Бутрос Думит Махлуф (1674—1681)
- Юсеф (1682—1687)
- Габриэль Хава (1723—1752)
- Тобиас Эль Хазен (? — 28 марта 1757)
- Элиас эль Жмайеля (умер в 1786)
- Филипп Жмайеля (1786 — 14 июня 1795)
- Абдулла Блибл (12 марта 1798 — 1 марта 1842)
- Иосиф Гиагиа (26 декабря 1843—1878)
- Юсеф Аль Зогби (1883 — 17 декабря 1890)
- Немталла Силуан (12 июня, 1892 — 18 сентября 1905)
- Бутрос Аль Зогби (11 февраля, 1906 — 28 октября 1910)
- Булос Аввад (11 февраля 1911 — 14 июня 1941)
- Франсуа Аюб (28 ноября 1942 — 16 апреля 1954)
- Эли Фарах (16 апреля 1954 — 4 апреля 1986)
- Жозеф Мохсен Бешара (4 апреля 1986 года — 11 июня 1988)
- Бутрос Жмайеля (11 июня 1988 — 29 октября 2008)
- Жозеф Суэиф (с 29 октября 2008 года)